# Halterofilismo nos Jogos Paralímpicos de Verão de 2012 - Até 48 kg feminino
A disputa da categoria até 48 kg feminino foi realizada no dia 1 de setembro no Complexo ExCel, em Londres.

## Medalhistas
| Ouro   | NGR Esther Oyema  |
| Prata  | RUS Olesya Lafina |
| Bronze | CHN Shi Shanshan  |

## Formato de competição
Cada atleta tem 3 tentativas para efetuar um movimento válido. Uma quarta tentativa será permitida apenas se a atleta tiver a intenção de quebrar um recorde mundial ou paralímpico, no entanto, essa quarta tentativa não contará para o resultado final. Se houver empate entre duas ou mais atletas, prevalecerá aquela que tiver a menor massa corporal.

## Recordes
| Recorde mundial     | 130 kg | NGR Lucy Ejike | Pequim, China | 10 de setembro de 2008 |
| Recorde paralímpico | 130 kg | NGR Lucy Ejike | Pequim, China | 10 de setembro de 2008 |

A halterofilista nigeriana Esther Oyema quebrou ambos os recordes nesta competição.

## Resultados
| Pos.   | Atleta                  | Massa corporal (kg) | Tentativas (kg) | Tentativas (kg) | Tentativas (kg) | Tentativas (kg) | Resultado (kg) |
| Pos.   | Atleta                  | Massa corporal (kg) | 1               | 2               | 3               | 4               | Resultado (kg) |
| ------ | ----------------------- | ------------------- | --------------- | --------------- | --------------- | --------------- | -------------- |
| Ouro   | NGR Esther Oyema        | 47,05               | 130,0           | 132,0           | 135,0           | 140,0           | 135,0          |
| Prata  | RUS Olesya Lafina       | 47,10               | 115,0           | 117,0           | 120,0           | –               | 120,0          |
| Bronze | CHN Shanshan Shi        | 47,60               | 110,0           | 113,0           | 114,0           | –               | 114,0          |
| 4      | TUR Yasemin Ceylan      | 47,78               | 111,0           | 114,0           | 115,0           | –               | 114,0          |
| 5      | ESP Loida Zabala Ollero | 47,62               | 95,0            | 98,0            | 100,0           | –               | 98,0           |
| 6      | UKR Rayisa Toporkova    | 47,41               | 95,0            | 98,0            | 98,0            | –               | 95,0           |
| 7      | ARM Greta Vardanyan     | 44,23               | 77,0            | 82,0            | 84,0            | –               | 82,0           |
| —      | KOR Shin Jeong-Hee      | 47,27               | 68,0            | 68,0            | 68,0            | –               | —              |

Legenda
| Recorde mundial      | Recorde mundial (World record)               |                       | Recorde africano                      | Recorde africano (African) |                                           | Q | Classificado por posição (Qualified) |
| Recorde paralímpico  | Recorde paralímpico (Paralympic record)      | Recorde da América    | Recorde da América (Americas)         | q                          | Classificado por melhor tempo (Qualified) |   |                                      |
| Melhor marca do ano  | Melhor marca do ano (World leading)          | Recorde asiático      | Recorde asiático (Asian)              | DNS                        | Não largou (Did not start)                |   |                                      |
| Recorde nacional     | Recorde nacional (National record)           | Recorde europeu       | Recorde europeu (European)            | DNF                        | Não terminou (Did not finish)             |   |                                      |
| Recorde pessoal      | Recorde pessoal do atleta (Personal best)    | Recorde da Oceania    | Recorde da Oceania (Oceania)          | DSQ / DQ                   | Desclassificado (Disqualified)            |   |                                      |
| Recorde da temporada | Recorde da temporada do atleta (Season best) | Recorde sul-americano | Recorde sul-americano (South America) | NM                         | Sem marca (No mark)                       |   |                                      |